# Erradicación de asentamientos informales en el Reino Unido

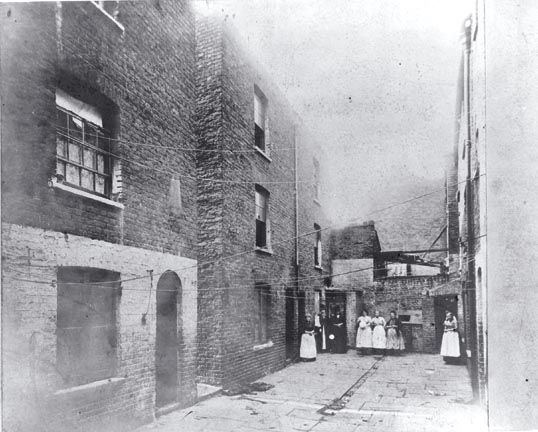
Boundry Street en Londres, parte del barrio pobre Old Nichol

La  erradicación de asentamientos informales en el Reino Unido ha sido utilizada como estrategia de renovación urbana para regenerar áreas urbanas degradadas, rehabilitando los edificios existentes o construyendo otros nuevos con nuevas infraestructuras dotacionales que generan vitalidad comunitaria. Las primeras grandes actuaciones tuvieron lugar en las ciudades del norte del país, especialmente en Liverpool y Leeds, en barrios con viviendas adosadas obsoletas. Desde 1930, los ayuntamientos estuvieron elaborando planes para sanear las viviendas insalubres en los barrios degradados, proceso que se paralizó al comenzar la Segunda Guerra Mundial . 
La erradicación de estas áreas se retomó después de la guerra, así, en la década de 1960 se dio la mayor cantidad de procesos de renovación de viviendas promovidos desde las autoridades locales, especialmente en Manchester, donde se evaluó un 27% del parque residencial como no apto como vivienda por deficiencias de habitabilidad. En 1969, una ley de vivienda, proporcionó herramientas financieras para las autoridades y los propietarios, con el objetivo de mejorar el parque de viviendas, alargando la vida útil de los edificios existentes. 
El gobierno laborista lanzó en 2002 la Iniciativa de Renovación del Mercado de la Vivienda, con el objetivo principal de demoler viviendas evaluadas como obsoletas y reemplazarlas por nuevos desarrollos. Conocido como programa Pathfinder, el proceso finalizó en 2011 con muchas áreas salvadas de la demolición y algunas renovadas. 

## Principios del siglo XX

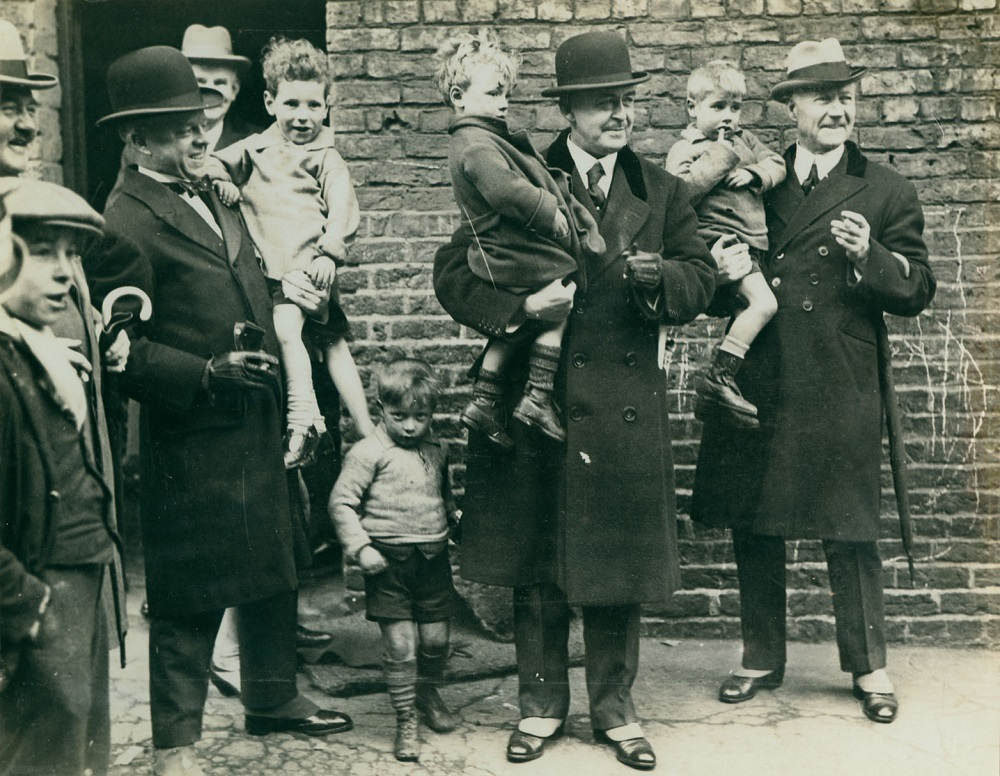
John Grantham, Sheriff de Newcastle, inspeccionando áreas de limpieza de barrios marginales durante una visita del Ministro de Salud, 16 de octubre de 1925

Durante 1895-1918, Liverpool desarrolló a gran escala la erradicación de barrios degradados, construyendo más viviendas que cualquier otra ciudad, aparte de Londres. Se construyeron nuevas viviendas destinadas a inquilinos desalojados de los edificios demolidos, aunque no todos los desalojados fueron realojados, sólo a los que podían pagar el alquiler se les ofreció una nueva vivienda. En la ciudad de Leeds, donde muchas áreas urbanas marginales eran viviendas adosadas, el solar que ocupaban era muy pequeño, inadecuado para construir desarrollos rentables que compensaran la inversión.
Si bien se construyeron nuevas viviendas municipales, se hizo poco para resolver el problema de los barrios marginales en el centro urbano. Las estrategias de erradicación se utilizaron predominantemente a principios del siglo XX para renovar comunidades urbanas, según establecía la Ley de Vivienda de 1930 (también conocida como Ley Greenwood ), que requería que los ayuntamientos elaborasen los procesos de erradicación de barrios marginales y se realizaron algunos avances antes de comenzar La Segunda Guerra Mundial. Hasta febrero de 1932, se declararon 394 áreas erradicadas en Inglaterra y Gales, afectando a 64,000 personas. Las estimaciones realizadas en 1933 por las autoridades locales en Escocia estimaron la necesidad de construir cerca de 62,000 nuevas viviendas para sustituir las viviendas de los barrios demolidos, de las cuales se esperaba que un 90% se construyeran en un período de cinco años. Godfrey Collins, entonces Secretario de Estado de Escocia, creía posible acabar con los barrios degradados de Escocia a finales de 1938. Hacia 1936 en todo el Reino Unido, unas 25,000 personas que vivían en barrios degradados eran realojadas al mes, lo que totalizó alrededor de 450,000 en agosto de 1936.

## Mediados del siglo XX
Tras la guerra, la campaña para erradicar viviendas obsoletas de los barrios degradados se reanudó en 1955, particularmente en Manchester, donde 68,000 fueron evaluadas no aptas. Para 1957, la erradicación de los barrios degradados estaba muy avanzada según Henry Brooke MP, entonces Ministro de Vivienda y Gobierno Local, quien declaró que las viviendas demolidas habían pasado de 20,000 en 1954 a 35,000 en 1956, mientras que se realojaron a más de 200,000 personas a mediados de la década de 1950. En 1960, 50 procesos de erradicación de las autoridades locales sugerían problemas a largo plazo para abordar los barrios degradados. Durante el período 1955-1960, de las 416,706 viviendas evaluadas no aptas, solo 62,372 habían sido erradicadas en 1960. La ciudad con mayor número de viviendas no aptas fue Liverpool con alrededor de 88,000, seguida de cerca por Manchester. En marzo de 1963, Liverpool solo había erradicado alrededor de un 10% de las viviendas evaluadas no aptas en 1955 y fue una de las 38 autoridades locales con procesos de erradicación que requirieron atención particular. Durante el período 1964-1969, 385,270 viviendas en Inglaterra fueron demolidas como consecuencia de los planes de erradicación de barrios degradados. La erradicación de barrios degradados se aceleró en la década de 1960, en la que se demolieron 10.000 viviendas más durante 1968 en comparación con 1963.
Durante un discurso en la Cámara de los Comunes el diputado Alf Morris en 1965, observó que el 20% de las viviendas más pobres del país se encontraban en la región noroeste. En Manchester, muchas viviendas se consideraron inhabitables, con un total estimado de 54,700 viviendas, lo que representaba el 27.1% del total no apto como vivienda habitable. Alrededor de las tres cuartas partes de las residencias más pobres de la región estaban situadas en un cinturón entre Manchester y Liverpool. El declive actual de la región con respecto al pasado, en el que según las palabras del anticuario John Leland, en 1538 describió la ciudad de Mánchester como "la ciudad más bella y mejor construida" que había visto. Morris consideró que Manchester tenía "más vigor, coraje y compasión" que otras ciudades al abordar el problema de la vivienda en los barrios degradados, con 4000 viviendas demolidas tanto en 1963 como en 1964, en línea con los objetivos establecidos. Al comparar las erradicaciones de barrios degradados realizados por Manchester, Leeds, Birmingham, Liverpool, Sheffield y Bristol, las cifras sugirieron que durante los 5 años que terminaron en junio de 1965, Manchester estaba por delante de las otras ciudades en el número de casas demolidas o expropiadas para demoler. 
Hacia fines de la década de 1960, la erradicación de los barrios degradados y la destrucción de las comunidades empezaron a preocupar al gobierno. La legislación de la Ley de Vivienda de 1969 se introdujo para ayudar a las municipalidades con los problemas para actuar en los barrios degradados. Se introdujo el concepto de Áreas de Mejora General, dotándolas de subvenciones para su renovación. En 1970 se estimó que alrededor de 5 millones de personas vivían en casas condenadas  Los criterios para determinar el tipo de vivienda que definía los barrios degradados se modificaron en la ley de vivienda de 1969, que generalmente considera viviendas no aptas, aquellas cuya rehabilitación supera la rentabilidad de la mejora. En algunos casos, el Área se podría declarar sin una acción rápida, como en South Kilburn, donde se identificaron 342 casas no aptas en 1965, pero solo 22 habían sido demolidas en 1970, con el diputado local Laurence Pavitt comentando que los problemas de vivienda eran lo más importante para sus electores. En septiembre de 1971, la Encuesta Nacional de Condición de la Vivienda estimó alrededor de 1.2 millones de viviendas no aptas en Inglaterra y Gales, de las cuales 700,000 (58%) se encontraban dentro de áreas declaradas o propuestas para su erradicación. 

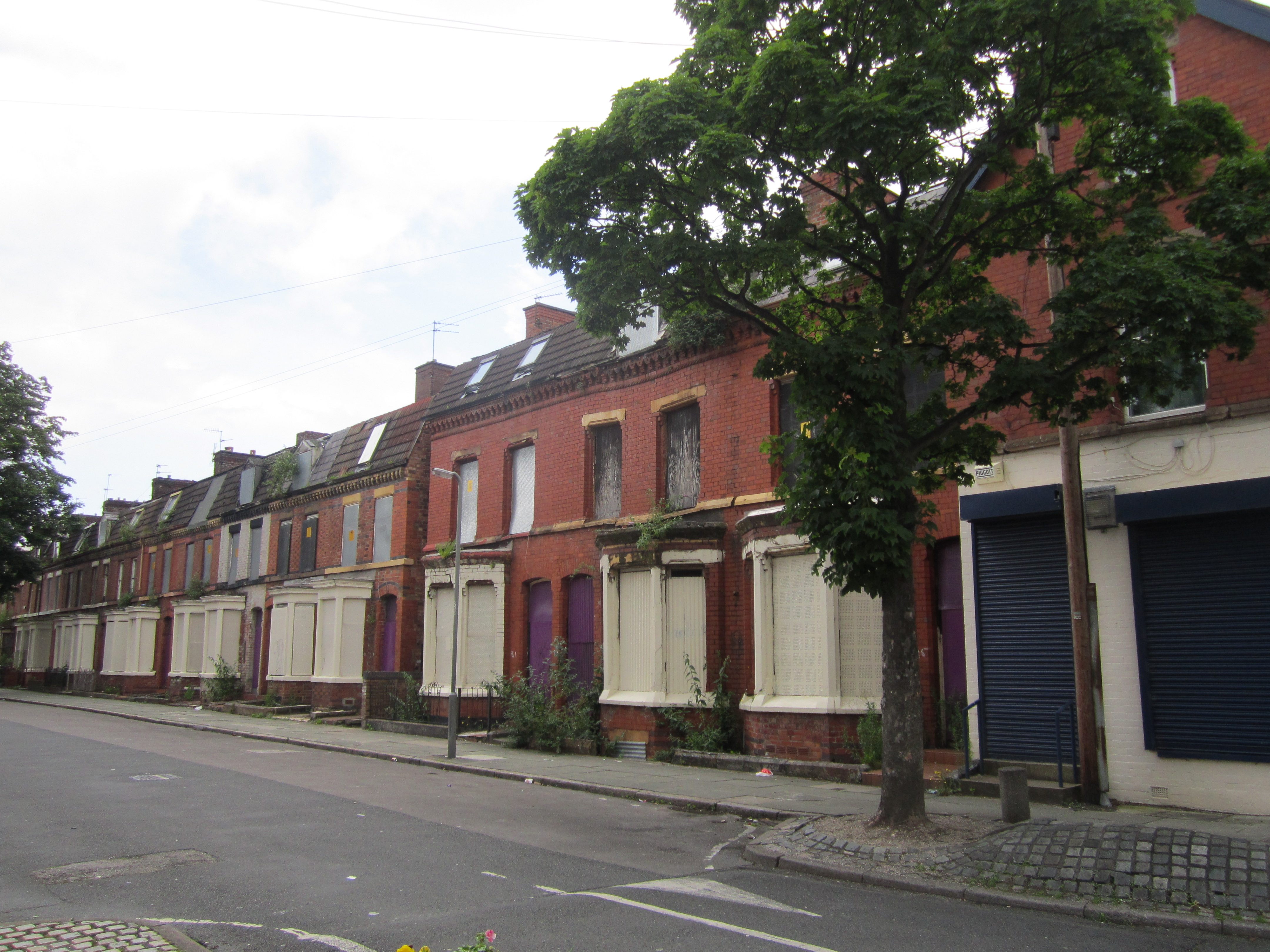
Beaconsfield Street en Liverpool, fotografiada en 2012, originalmente para ser demolida como parte de la renovación de viviendas

Los datos del Ministerio de Vivienda y Gobierno Local sugieren que los procesos de erradicación que ocurrieron entre 1955 y 1985 demolieron alrededor de 1,5 millones de viviendas y afectaron aproximadamente a 3,7 millones de personas, sin contabilizar las personas que abandonaron el área por decisión propia. En aquel momento, pocos estudios exhaustivos se llevaron a cabo sobre las consecuencias en las comunidades realojadas.

## Programa Pathfinder
En 2002, el gobierno laborista lanzó la Iniciativa de Renovación del Mercado de la vivienda, con el objetivo de demoler, rehabilitar o construir nuevas viviendas, que funcionó hasta 2011. Conocido como programa Pathfinder, las áreas demolidas se edificaron con nuevas viviendas destinadas a futuros inquilinos, en lugar de destinarse a los antiguos residentes de la zona. Áreas de Liverpool, como las calles Welsh y las calles Granby Four estuvieron bajo la amenaza de demolición, pero se salvaron y desde entonces se han regenerado y renovado. 